# Tweed Heads
Tweed Heads är en stad i New South Wales i Australien med 51 788 invånare. Den ligger precis på gränsen till Queensland och samarbetar med Coolangatta på andra sidan gränsen.